# Encephalosphaera vitellina
Encephalosphaera vitellina är en akantusväxtart som beskrevs av Gustav Lindau. Encephalosphaera vitellina ingår i släktet Encephalosphaera och familjen akantusväxter. Inga underarter finns listade i Catalogue of Life.